# 黒川顕
黒川 顕（くろかわ あきら）は、日本の医学者、医師。専門は、救急医学、中毒学、熱傷学。学位は、医学博士。
日本医科大学名誉教授、日本医科大学武蔵小杉病院名誉院長、清智会記念病院名誉院長。元日本医科大学教授、元日本医科大学武蔵小杉病院病院長。

## 略歴
- 1970年3月：日本医科大学医学部卒業[1]
- 1970年6月：日本医科大学第一内科学教室入局[1]
- 1975年4月：日本医科大学付属病院救急医療センター[1]
- 1977年1月：日本医科大学付属病院救命救急センター医局長[1]
- 1982年4月：日本医科大学付属病院内科・救命救急センター講師[1]
- 1984年1月：東京労災病院脳神経外科[1]
- 1987年10月：日本医科大学救急医学教室助教授[1]
- 1990年10月：日本医科大学救急医学教室助教授、日本医科大学多摩永山病院救命救急センター副センター長[1]
- 1992年7月：日本医科大学救急医学教室助教授、日本医科大学多摩永山病院救命救急センター長[1]
- 1996年4月：日本医科大学救急医学教室教授、日本医科大学多摩永山病院救命救急センター長[1]
- 2003年5月：日本医科大学救急医学教室教授、日本医科大学付属第二病院救命救急部部長[1]
- 2004年4月：日本医科大学救急医学教室教授、日本医科大学付属第二病院病院長・救命救急部部長[1]
- 2006年4月：日本医科大学救急医学教室教授、日本医科大学武蔵小杉病院病院長・救命救急センター長[1]
- 2008年9月：日本医科大学救命医学教室教授、日本医科大学武蔵小杉病院病院長[1]
- 2011年3月：日本医科大学を定年退職[1]
- 2011年4月：日本医科大学名誉教授、日本医科大学武蔵小杉病院病院長
- 2016年4月：日本医科大学名誉教授、日本医科大学武蔵小杉病院名誉院長[2]
- 2016年5月：日本医科大学名誉教授、日本医科大学武蔵小杉病院名誉院長、清智会記念病院名誉院長[2]